# Nguyễn Văn Lân
Nguyễn Văn Lân (sinh 1950) là một chính khách và tướng lĩnh Việt Nam. Ông từng giữ chức Tư lệnh Quân khu 3, hàm Trung tướng, đại biểu Quốc hội Việt Nam khóa XI, thuộc đoàn đại biểu Hải Phòng, Ủy viên Ủy ban Quốc phòng và An ninh.

## Thân thế và sự nghiệp
Trước đó ông là Phó Tư lệnh kiêm Tham mưu trưởng Quân khu 3
Năm 2005, bổ nhiệm giữ chức Tư lệnh Quân khu 3
Năm 2011, ông nghỉ hưu
Trung tướng (2006)